# Lavanderas del Manzanares

Lavaderos del Manzanares y Palacio Real, hacia 1800. Pueden distinguirse los lavaderos cubiertos, en la orilla oriental del río y la acequia con agua limpia que llegaba de cursos más altos, construidos por Juan de Villanueva durante el reinado del ‘rey alcalde’ de Madrid, Carlos III. (Estampa de autor desconocido).

Las lavanderas del Manzanares integraron entre el final del siglo xvi y el comienzo del siglo xx un importante sector laboral de la ciudad de Madrid dedicado al oficio del lavado de la ropa. Al igual que en otras grandes capitales como París, Lisboa, o Buenos Aires, las lavanderas de la capital de España constituyeron un grupo social marginado y –en distintos periodos– carente de organización gremial, aunque sujeto a duros reglamentos municipales.

## Historia

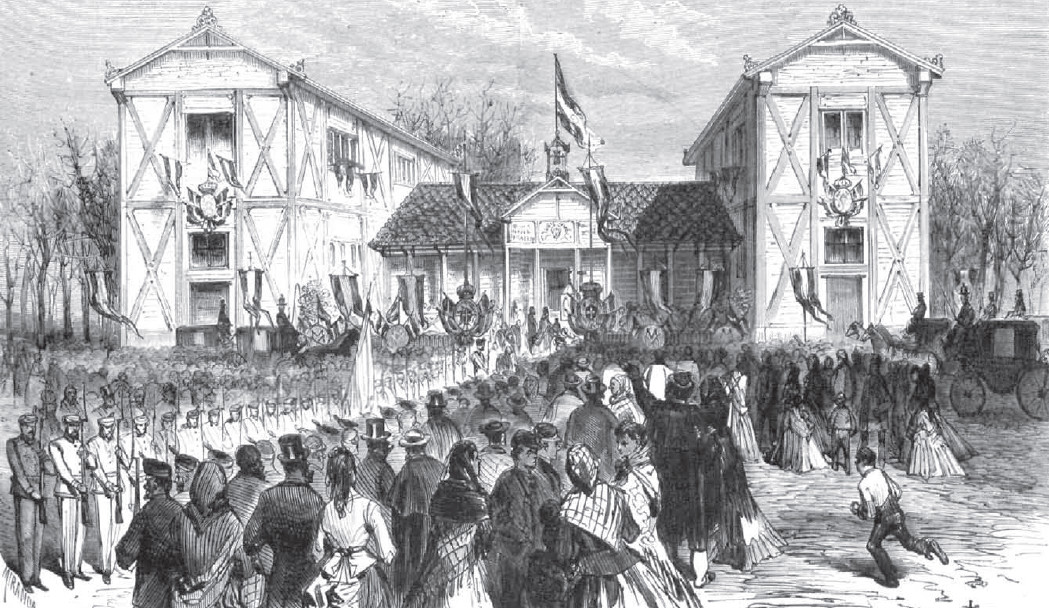
Inauguración del Asilo de Lavanderas en 1872 (en un grabado de Fernando Miranda).

A lo largo de la historia de Madrid, el río Manzanares ofreció la imagen de un «fantasmagórico campamento blanco», compuesto por la actividad de las lavanderas, los tendederos o la colada tendida en el suelo, escenas conservadas en los museos y firmadas por pintores como Francisco de Goya o Aureliano de Beruete, así como por pioneros de la fotografía.
Contrastando con la mirada artística y muchas veces idílica de los pintores y siempre más cerca del documento casi naturalista de los fotógrafos, hay que recordar el Decreto de 1790, en el que se dictan estas ordenanzas:

LAVANDERAS. Las que concurren al rio Manzanares se matriculen, y se hace responsable á los dueños arrendatarios ó administradores de los Lavaderos de los excesos que se cometieren en ellos, si fueren omisos en dar cuenta, y se manda no permitan que en sus casas y barracas se hospeden gentes ociosas y mal entretenidas. Por auto acordado de los Señores de la Sala Plena de 21 de Mayo de 1790".

### Los lavaderos del Manzanares
El censo de Madrid da noticia, al final del siglo xix, de la existencia de un centenar de lavaderos y casi cuatro mil lavanderas. Este conjunto de ingenios y estructuras primitivas y el desordenado conjunto de trabajadores que lo sustentaba fue socorrido por primera vez en 1871, cuando una efímera reina María Victoria, esposa de Amadeo de Saboya dispuso la creación de un Asilo de Lavanderas atendido por las Hijas de la Caridad. El pequeño asilo, donde las que ejercían este oficio podían "dejar a sus hijos menores de cinco años", mientras ellas trabajaban se construyó cercano al río, en la glorieta de San Vicente, y contó con un pequeño hospital de seis camas para las trabajadoras accidentadas.

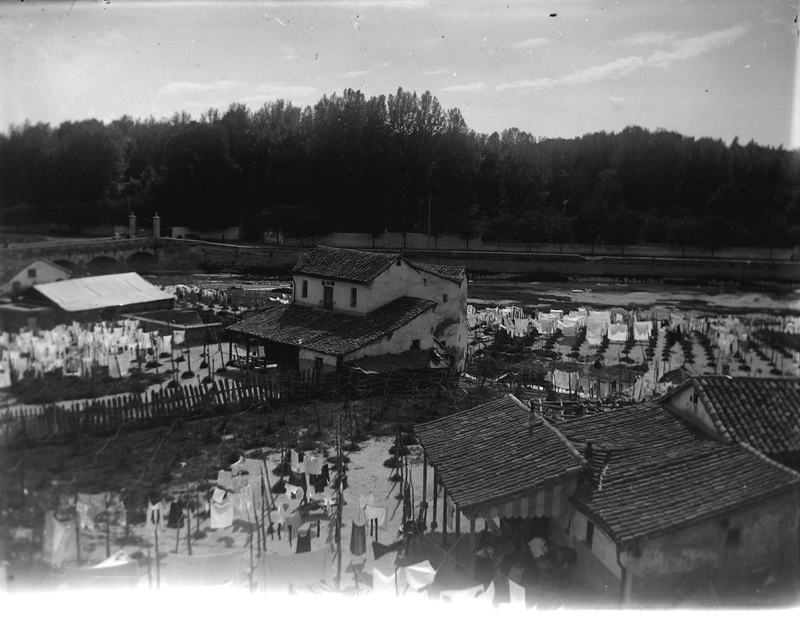
Las casas-lavadero del Manzanares; fotografía de Baldomero Gili hacia 1915 (fondos del Museo de Arte Jaime Morera).

La mayoría de los lavaderos ocupaban ambas riberas del Manzanares, entre el Puente de Segovia y el Puente de Toledo, distribuidos con denominaciones casi oficiales como Lavadero de la Cruz, Lavadero de la Soledad, o Lavadero de San Juan de Dios, entre los más populares y populosos. Este impresionante conjunto subindustrial fue destruido durante la guerra civil española y recuperado como casa de caridad en 1944 (en su nuevo emplazamiento en la intersección del Paseo Imperial con el Paseo de los Pontones), hasta principios de la década de los setenta; abandonado durante dos décadas, se dispuso la rehabilitación del edificio en 1980.

## En el arte y la literatura

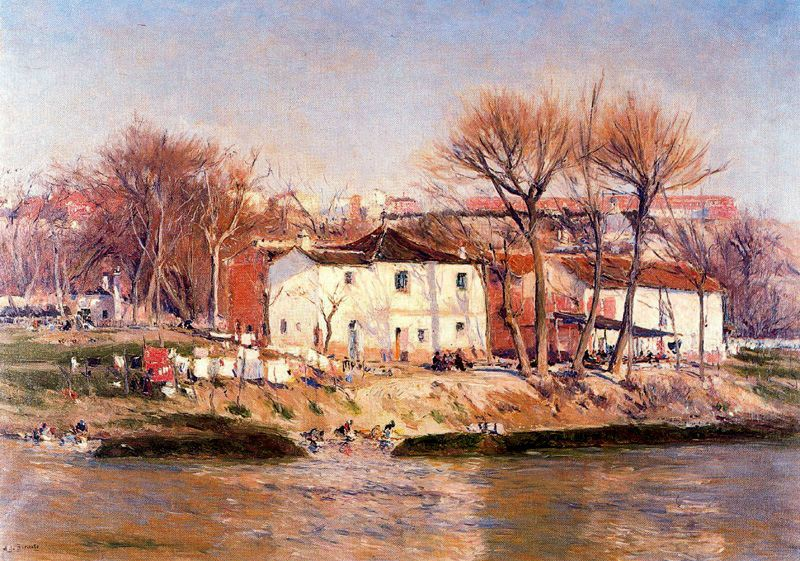
Lavaderos de Manzanares en 1904. Uno de los varios apuntes al óleo que hizo Aureliano de Beruete a lo largo de su vida.

La presencia de las lavanderas y los lavaderos del río Manzanares en la historia de Madrid durante más de tres siglos fue registrada por pintores y dibujantes, y  glosada por poetas, novelistas y dramaturgos. Entre los primeros cabría destacar las series de Casimiro Sainz, o los apuntes impresionistas de Aureliano de Beruete, además del amable, casi bucólico cartón para tapices obra de Goya, titulado Las lavanderas (1780), De las varias obras guardadas en las instalaciones del Museo del Prado, pueden mencionarse los trabajos de Eusebio Pérez Valluerca (1887) y Ángel Lizcano (1879) o, en el Museo de Historia de Madrid, la obra de José Lupiáñez y Carrasco (1900).
En la literatura, las lavanderas son gremio y oficio recurrente en las páginas de los costumbristas madrileños y, con un mayor grado de realidad y dramatismo en la obra de novelistas como Arturo Barea, Ignacio Aldecoa, Antonio Ferres o Pío Baroja, por citar solo algunos nombres.

## En la zarzuela y el sainete
El sainete lírico y otras piezas musicales cómico-dramáticas del llamado género chico amplían aspectos populares sobre las lavanderas del Manzanares, como oficio castizo de los barrios bajos madrileños. Aparecen ya en las piezas breves del siglo xviii en autores como Don Ramón de la Cruz, y son frecuentes en los libretos de zarzuelas de  Ricardo de la Vega, Miguel Ramos Carrión o Carlos Arniches; así ocurre, respectivamente, en obras como Los baños inútiles (1765), El año pasado por agua (1889), El chaleco blanco (1890), El agua del Manzanares (1918), entre otros muchos ejemplos.

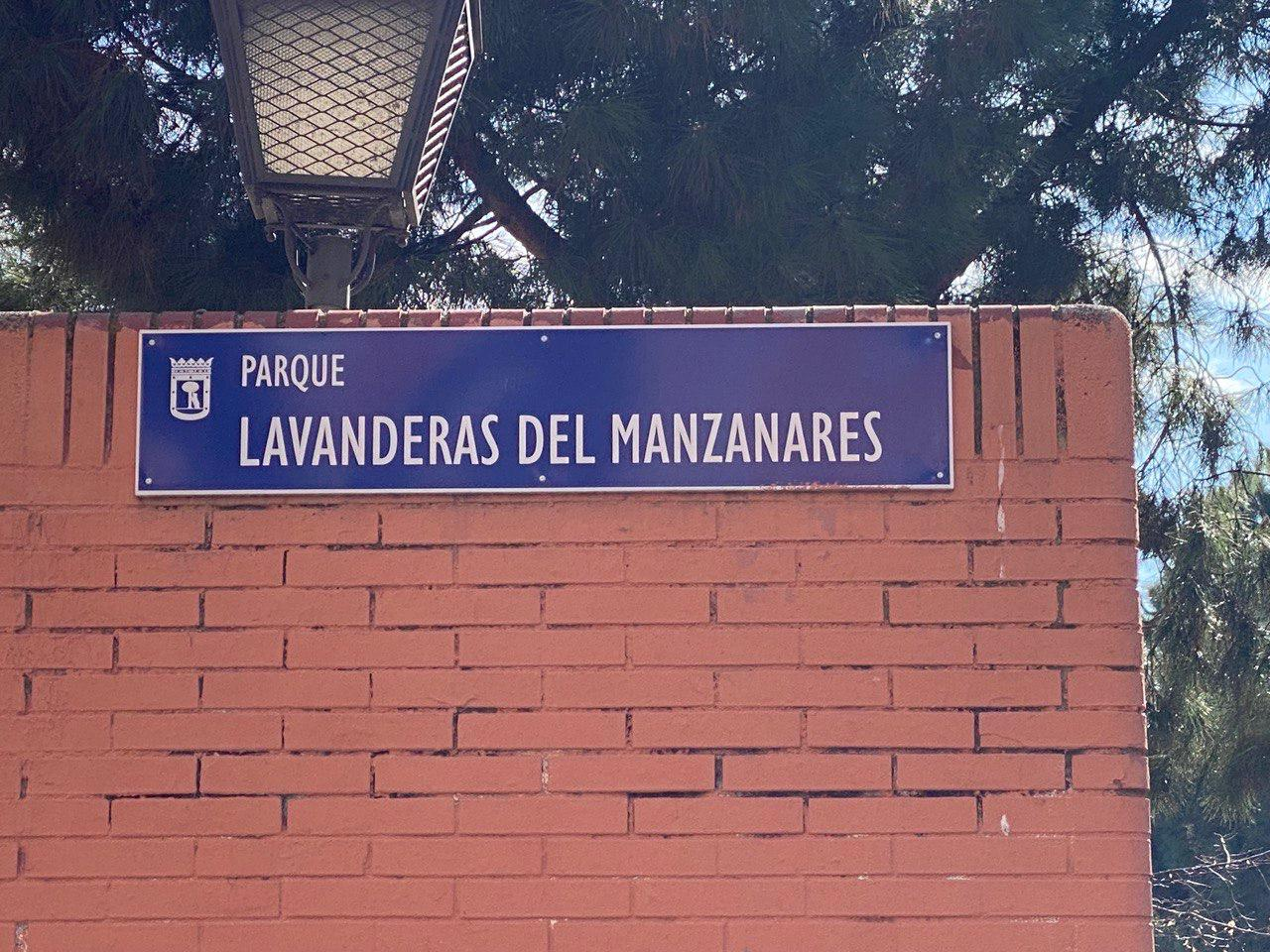
Foto de parque en el Paseo de las Acacias. Madrid